# Maniola addenda
Maniola addenda är en fjärilsart som beskrevs av Mousley 1903. Maniola addenda ingår i släktet Maniola och familjen praktfjärilar. Inga underarter finns listade i Catalogue of Life.